# 清水山柃木
清水山柃木（学名：Eurya taitungensis）为茶科柃木属下的一个种。

## 扩展阅读
- 維基物種上的相關：清水山柃木